# Nevşehir (provincie)
Provincie Nevşehir je tureckou provincií, nachází se ve střední části Malé Asie. Rozloha provincie činí 5467 km², v roce 2006 zde žilo 310 344 obyvatel. Hlavním městem je Nevşehir. Provincie se někdy nazývá Cappadocia a je vyhledávaným místem turistů.

## Administrativní členění
Provincie se administrativně člení na 8 distriktů:
- Acıgöl
- Avanos
- Derinkuyu
- Gülşehir
- Hacıbektaş
- Kozaklı
- Nevşehir
- Ürgüp